# La Vie privée du cinéma
Pour plus de détails, voir Fiche technique et Distribution.
La Vie privée du cinéma est un film documentaire québécois réalisé et produit par Denys Desjardins en 2011.

## Synopsis
D'une durée de quatre heures, ce film est divisé en deux parties à l'intérieur desquelles une cinquantaine de pionniers et artisans du cinéma racontent la naissance et le développement de l’industrie privée au Québec et au Canada.
La première partie couvre les années 1939 à 1979 et brosse un portrait de l'émergence de l'industrie privée du cinéma à travers le portrait de ses premiers artisans. Depuis la fondation de l’Office national du film du Canada en 1939, en passant par la création de la Société de développement de l'industrie cinématographique canadienne en 1968 et la naissance de l’Institut québécois du cinéma en 1977, plus d’une quarantaine d’artisans viennent ici, à tour de rôle, raconter leur histoire du cinéma dans laquelle ils s’inscrivent personnellement et collectivement. Partagés entre l’art et le commerce, entre un cinéma social ou commercial, entre l’envie de changer le monde et de conquérir le box-office, influencés par les modèles européen ou américain, et le désir d’un cinéma proprement québécois, nous découvrons comment les artisans ont participé à l’industrialisation du cinéma, souvent bien malgré eux.
La deuxième partie aborde les années 1980 à 2010 et nous invite à comprendre comment les gouvernements, influencés par les théories sur l’économie de la culture, ont conçu différemment le développement de l’industrie privée du cinéma au Québec et au Canada. Nous découvrons comment les institutions publiques de financement (Téléfilm Canada, Société générale des industries culturelles, Société de développement des entreprises culturelles) se sont développées, non seulement en réaction à la culture américaine, mais aussi dans un contexte de montée du nationalisme au Québec favorisant des politiques axées sur les entreprises culturelles, la télévision, le plein emploi et la gestion de crédits d’impôts.
Le film donne la parole aux administrateurs, politiciens, théoriciens et artisans qui ont conçu le système de financement des industries culturelles sur la base d’un modèle de développement axé sur le profit, la performance, la rentabilité et la capitalisation des entreprises privées.

## Fiche technique
- Réalisation : Denys Desjardins
- Production : Denys Desjardins / Les Films du Centaure
- Scénario : Denys Desjardins
- Photographie : Jean-Pierre Saint-Louis / Alex Margineanu
- Son : Stépahne Barsalou / Marie-France Delagrave
- Montage : Denys Desjardins / Vincent Guignard
- Langue : français

## Distribution
- Denys Arcand
- Paule Baillargeon
- Roger Blais
- Guy Borremans
- Michel Brault
- Marcel Carrière
- François Colbert
- Marc Daigle
- Fernand Dansereau
- Jean Dansereau
- Mireille Dansereau
- Robert Daudelin
- Roch Demers
- Louis Dussault
- André Forcier
- Claude Fournier
- Guy Fournier
- Monique Fortier
- Francis Fox
- Jean Gagné
- Serge Gagné
- Roméo Gariépy
- Jacques Giraldeau
- Claude Godbout
- Jacques Godbout
- Lucien Hamelin
- Pierre Hébert
- Denis Héroux
- Michel Houle
- Pierre Juneau
- Jean-Claude Labrecque
- Bernard Lalonde
- Marc Lalonde
- André Lamy (en)
- Pierre Lampron
- Micheline Lanctôt
- Jacques Leduc
- Jean Pierre Lefebvre
- Jean-Claude Lord
- René Malo
- André Melançon
- Werner Nold
- André Pâquet
- Pierre Patry
- Claude Pelletier
- Anne Claire Poirier
- Roger Racine
- Marie-José Raymond
- Michael Spencer